# Giulio Carpioni

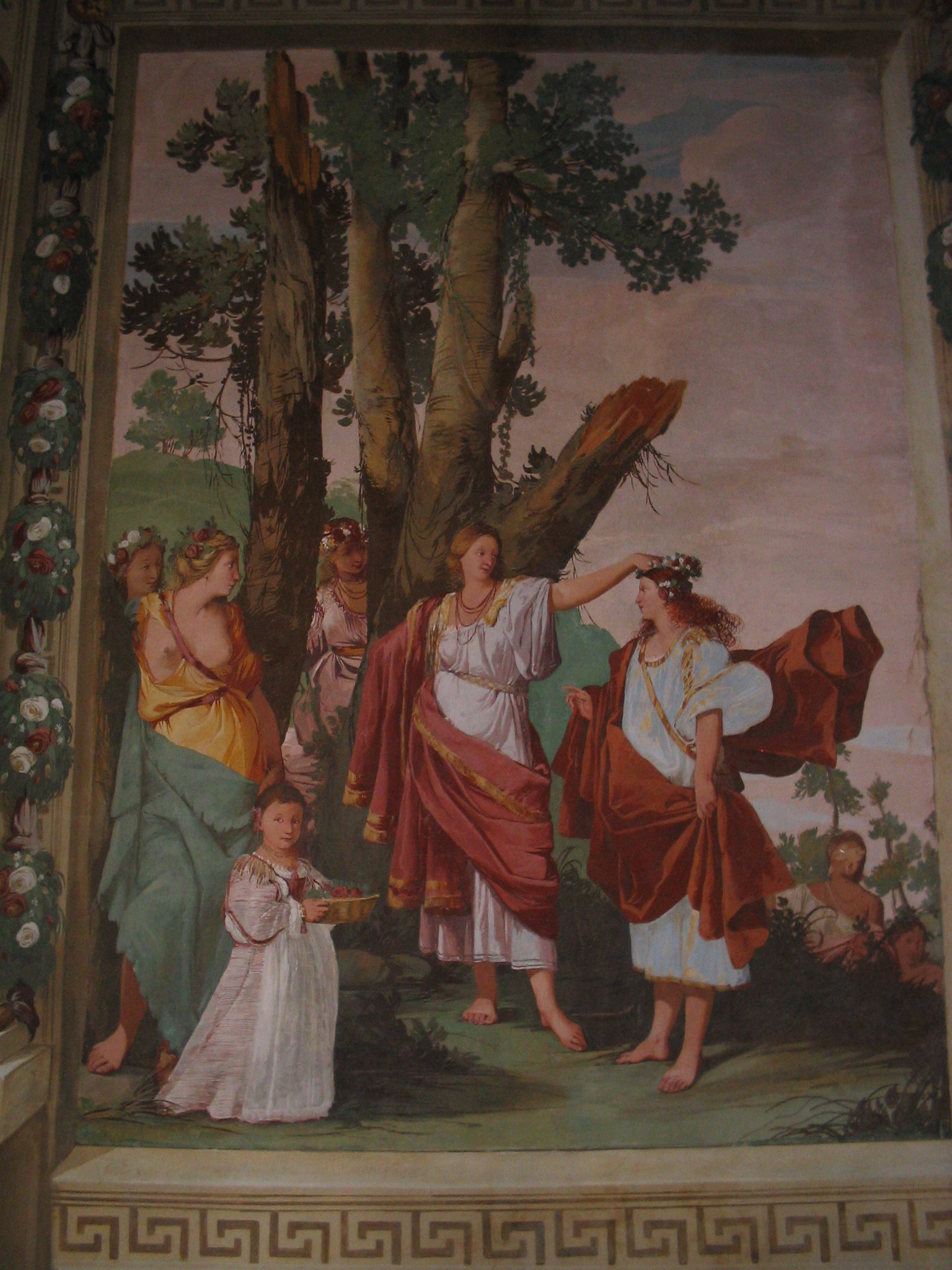
Frescomålning av Carpioni i Villa Caldogno Nordera, Caldogno, Vicenza.

Giulio Carpioni, född 1613 i Venedig, död 29 januari 1678 i Verona, var en italiensk konstnär.
Carpioni utgick ur kretsen kring Alessandro Varotari och utvecklade en klassicism snarast av bolognesisk stil. Han var verksam i Venedig fram till mitten av 1600-talet och därefter främst i Vicenza.